# San Jose (Occidental Mindoro)
San Jose is een gemeente in de Filipijnse provincie Occidental Mindoro op het eiland Mindoro. Bij de laatste census in 2007 had de gemeente bijna 119 duizend inwoners.

## Geografie

### Bestuurlijke indeling
San Jose is onderverdeeld in de volgende 38 barangays:
| - Ambulong - Ansiray - Bagong Sikat - Bangkal - Barangay 1 - Barangay 2 - Barangay 3 - Barangay 4 - Barangay 5 - Barangay 6 - Barangay 7 - Barangay 8 - Batasan | - Bayotbot - Bubog - Buri - Camburay - Caminawit - Catayungan - Central - Iling Proper - Inasakan - Ipil - La Curva - Labangan Iling - Labangan Poblacion | - Mabini - Magbay - Mangarin - Mapaya - Monte Claro - Murtha - Natandol - Pag-Asa - Pawican - San Agustin - San Isidro - San Roque |

## Demografie
San Jose had bij de census van 2007 een inwoneraantal van 118.807 mensen. Dit zijn 7.798 mensen (7,0%) meer dan bij de vorige census van 2000. De gemiddelde jaarlijkse groei komt daarmee uit op 0,94%, hetgeen lager is dan het landelijk jaarlijks gemiddelde over deze periode (2,04%). Vergeleken met de census van 1995 is het aantal mensen met 17.396 (17,2%) toegenomen.

De bevolkingsdichtheid van San Jose was ten tijde van de laatste census, met 118.807 inwoners op 446,7 km², 266 mensen per km².

## Geboren in San Jose
- Carlos Loyzaga (29 augustus 1930), basketballer en basketbalcoach